# Liratilia sinuata
Liratilia sinuata är en snäckart som beskrevs av Powell 1937. Liratilia sinuata ingår i släktet Liratilia och familjen Columbellidae. Inga underarter finns listade i Catalogue of Life.